# Оболенський Андрій Михайлович
Андрі́й Миха́йлович Оболе́нський (рос. Андрей Михайлович Оболенский; (19 (30) січня 1765 — 4 (16) серпня 1830) — російський князь. Генерал-майор. Батько історика-архівіста Михайла Оболенського, дід його доньки — княгині Ганни Хілкової.

## Біографічні відомості
Належав до давнього князівського року Оболенських, що ведуть відлік від князя Костянтина Івановича Оболенського, вбитого 1368 року в Оболенську під час нападу великого литовського князя Ольгерда. Андрій Михайлович належав до чотирнадцятого коліна Оболенських (і відповідно до 28-го коліна Рюриковичів).
Коли в січні 1794 року помер батько — князь Михайло Іванович Оболенський, Андрій, тодішній секунд-ротмістр лейб-гвардії Кінного полку, разом із братами Сергієм та Іваном і сестрою Парасковією поділили нерухоме майно, що відійшло їм у спадок. Андрієві Михайловичу дісталися два маєтки в Московській губернії — вотчинне село Глухово в Дмитровському повіті та Мураново в Богородському повіті. Невдовзі Андрій Михайлович продав Мураново, оскільки, як засвідчують документи, вже в квітні 1795 року воно належало секунд-майорові Василеві Васильовичу Суровщикову .
Під час франко-російської війни 1812 року генерал-майор Оболенський командував одним із чотирьох піших полків, що діяли в складі Симбірського ополчення, створеного 24 липня 1812 року .
Був одружений із графинею Парасковією Миколаївною Морковою — донькою генерал-майора графа Миколи Івановича Моркова. У них було чотири сини (Микола, Михайло, Василь, Володимир) та три доньки (Марія, Софія, Наталія).
Андрія Михайловича поховано в Москві на Ваганьковському кладовищі. Там же поховано і його дружину Парасковію Миколаївну, що померла 14(26) червня 1832 року.